# In den Fängen einer Sekte
In den Fängen einer Sekte (englisch The Joy of Sect ‚Die Freude an der Sekte‘) ist die 13. Folge der neunten Staffel der US-amerikanischen, als Zeichentrickserie ausgeführten Sitcom Die Simpsons und die 191. Episode insgesamt. David Mirkin hatte die Idee für die Episode, Steve O’Donnell war führender Drehbuchautor und Steven Dean Moore führte Regie.
In der Episode tritt in Springfield eine Sekte auf, die sich die „Fortschrittarier“ nennt. Zahlreiche Einwohner der Stadt, darunter auch die Simpsons, treten ihr bei und leben und arbeiten ohne Kontakt zur Außenwelt auf einer sekteneigenen Farm. Die skeptische Marge Simpson flüchtet schließlich und versucht, ihre Familie aus den Fängen der Sekte zu befreien. Zur Charakterisierung der Fortschrittarier orientierten sich die Drehbuchautoren an den Lehren und Werbestrategien verschiedener religiöser Gruppierungen. Die Folge reiht sich damit in eine Vielzahl von Episoden der Serie ein, in denen Religionen thematisiert werden.
Die Folge wurde erstmals am 8. Februar 1998 im Fernsehprogramm des US-Senders Fox gezeigt. Am 23. Oktober des Jahres folgte die deutschsprachige Erstausstrahlung auf ProSieben. Kritiker nahmen In den Fängen einer Sekte überwiegend positiv auf; die Folge konnte sich zudem in einigen Bestenlisten platzieren. Sie wurde aus religiösen, philosophischen und psychologischen Perspektiven analysiert und interpretiert.

## Handlung
Wie für Die Simpsons üblich, ist auch In den Fängen einer Sekte eine alleinstehende Episode mit abgeschlossener Handlung. Zu Beginn lernt Familienvater Homer Simpson am Flughafen seiner Heimatstadt Springfield zwei Anwerber der neuen religiösen Bewegung Fortschrittarier namens Glen und Jane kennen. Homer wird mit zahlreichen weiteren Bewohnern Springfields zur Vorführung eines Informationsfilms eingeladen, der sie in die religiöse Bewegung einweiht und sechs Stunden dauert. Der Film konzentriert sich auf den Führer der Bewegung, der nur mit seinem Titel angesprochen wird. Dem Film zufolge wird er die Mitglieder der Fortschrittarier an Bord eines Raumschiffs zum Planeten Blisstonia führen, wo sie die Glückseligkeit finden sollen. Die Missionierung wirkt bei den meisten Anwesenden als Gehirnwäsche, die sie dazu bringt, den Führer anzubeten und ihm zu gehorchen. Homer ist zunächst nicht betroffen, da er dem Film nicht genug Aufmerksamkeit widmet. Es folgen weitere Versuche, Homer zu manipulieren; schließlich haben Glen und Jane Erfolg, indem sie die Titelmelodie der Fernsehserie Batman singen und dabei das Wort „Batman“ durch „Führer“ ersetzen.
Homer tritt der Sekte bei und überschreibt seinen Besitz den Fortschrittariern. Anschließend zieht er mit seiner Familie in ein Sektenzentrum, eine Farm für Limabohnen. Die dort lebenden Sektenanhänger werden unter Aufsicht der Kader zur Ernte eingesetzt, während der Führer in der sogenannten „verbotenen Scheune“ lebt, wo er angeblich auch das Raumschiff baut. Nur kurz zeigt er sich seinen Anhängern und winkt ihnen aus einem Rolls-Royce zu.
Die Macht und Popularität der Fortschrittarier wächst, während die örtliche presbylutheranische Gemeinde, der auch die Simpsons angehörten, Mitglieder verliert. Die Sekte kauft sich in die lokalen Medienunternehmen ein und beeinflusst die Berichterstattung. Eifersüchtig auf die Steuerbefreiung des Führers beschließt Montgomery Burns, Millionär und Besitzer des örtlichen Atomkraftwerks, seine eigene Religion zu gründen. Er erklärt sich bei einer Zeremonie auf einem Balkon seines Kraftwerks selbst zu einem Gott. Allerdings gelingt es ihm nicht, Anhänger zu gewinnen.
Obwohl sich Bart und Lisa zunächst aufsässig gegenüber den Fortschrittariern verhalten, schenken sie ihrer Lehre schließlich Glauben. Lediglich ihre Mutter Marge kann den Manipulationsversuchen der Sekte widerstehen und flieht von der stark gesicherten Farm. Auf ihrer Flucht trifft sie in der presbylutheranischen Kirche den Pfarrer Timothy Lovejoy, ihren frommen Nachbarn Ned Flanders und Willie, den Hausmeister an der Schule ihrer Kinder, die sich nicht den Fortschrittariern angeschlossen haben. Mit ihrer Hilfe entführen sie die restliche Familie vom Sektengelände. In Ned Flanders’ Keller können sie die Kinder vom Glauben abbringen, indem sie ihnen scheinbar schwebende Fahrräder anbieten. Willie versucht bei Homer ein professionelles Deprogramming, dem er zunächst widersteht, bis Ned Flanders ihm sein Lieblingsgetränk Duff-Bier anbietet – der Biergenuss war ihm bei den Fortschrittarien verboten worden. Im selben Augenblick dringen jedoch Anwälte ein, die Homer im Namen der Fortschrittarier beanspruchen. Er folgt ihnen freiwillig zurück zum Sektengelände.
Dort zeigt sich allerdings, dass Homer nicht mehr unter dem Einfluss der Gehirnwäsche steht. Er überzeugt die anderen Anhänger von seiner neuen Meinung, dass die Sekte Betrug sei. Schließlich öffnet er die verbotene Scheune. Zur allgemeinen Überraschung befindet sich dort tatsächlich ein Flugobjekt, anscheinend eine fliegende Untertasse. Der Führer startet das Flugobjekt und verkündet, dass wegen des Mangels an Vertrauen niemand außer ihm selbst Blisstonia erreichen werde. Die Anwesenden glauben ihm und sind darüber bestürzt, ihre Chance auf Glückseligkeit verspielt zu haben. Daraufhin zerfällt das Flugobjekt: Hinter einer Raumschiff-Attrappe kommt ein pedalbetriebenes Konstrukt zum Vorschein, auf dem der Führer mit dem gesamten Sektenvermögen, das er den Kleinstadtbewohnern abgenommen hat, zu fliehen versucht. Sein Bann über die Menge ist nun endgültig gebrochen. Der Führer gelangt nicht weit, er stürzt über der Veranda des Hinterwäldlers Cletus Spuckler ab. Mit vorgehaltener Waffe nimmt Cletus ihm das Geld ab.
Die Episode endet mit der Rückkehr der Familie Simpson in ihr Zuhause. Nachdem Lisa bemerkt, es sei „wunderbar, wieder selbstständig denken zu dürfen“, sieht die Familie im Fernsehen den Sender Fox. Auf die Worte des Moderators, „Sie sehen den Fox-Kanal!“, antworten sie monoton: „Wir sehen den Fox-Kanal“.

## Produktion

### Entstehung

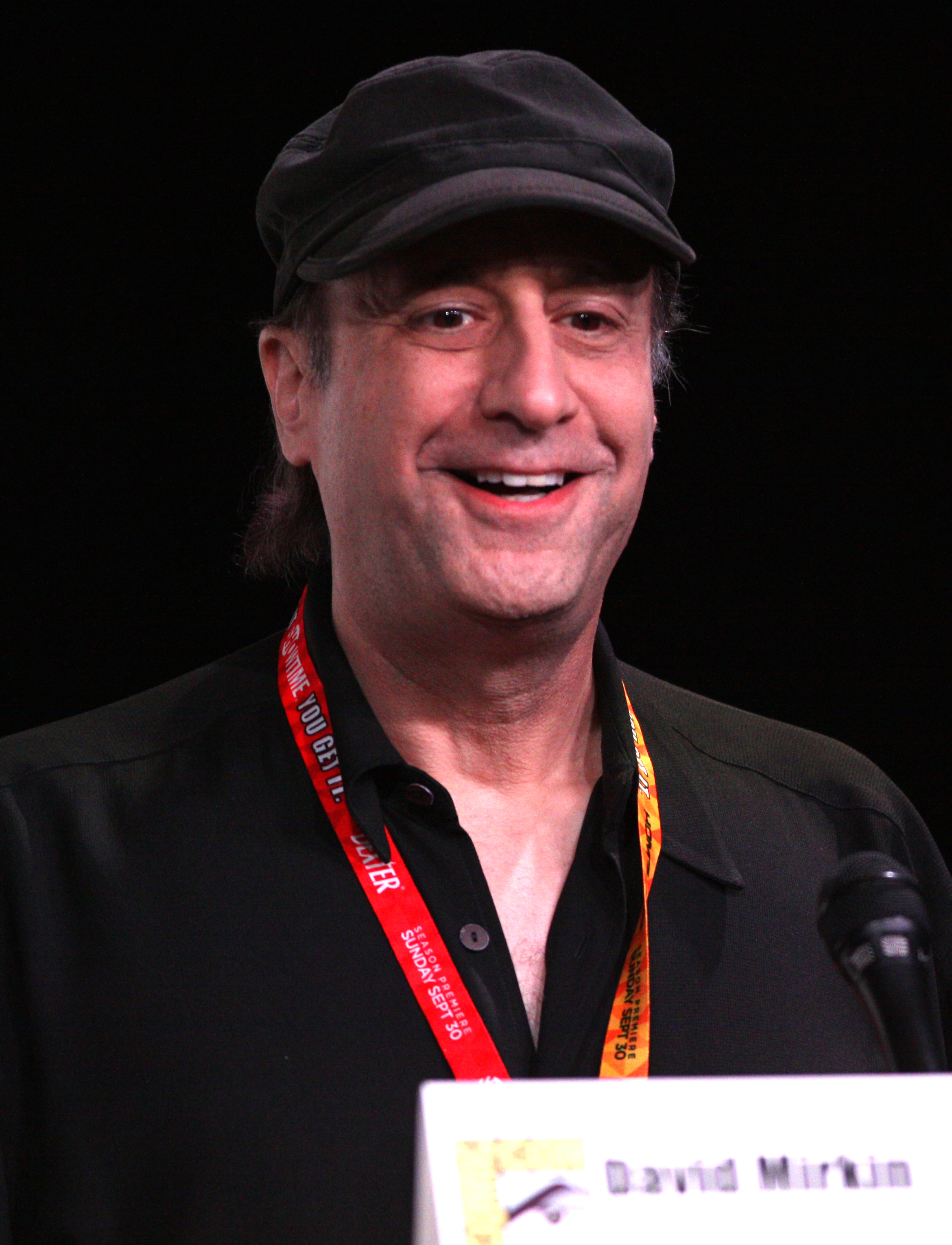
David Mirkin, ausführender Produzent und Ideengeber der Folge

In den Fängen einer Sekte ist die zweite und letzte Episode, die von Steve O’Donnell geschrieben wurde. Sie basiert auf einer Idee von David Mirkin, dem Showrunner während der fünften und sechsten Staffel sowie während zweier Episoden der neunten Staffel. Mirkin konzipierte die Episode, nachdem er im Radio eine Sendung über die Geschichte von Sekten gehört hatte. Er fand die Idee, Sekten zu parodieren, sehr verlockend, da diese „komisch, interessant und verdreht“ seien. Drehbuchautoren der Episode waren neben Mirkin O’Donnell, Jace Richdale und Kevin Curran. Den Originaltitel, The Joy of Sect, schlug Richdale vor. Steven Dean Moore führte Regie.
Den Namen der Fortschrittarier, im Original „Movementarians“, wählte man wegen seines unangenehmen Klangs. Für die Konzeption der Sekte ließen sich die Drehbuchautoren durch verschiedene neue Kulte und Religionen inspirieren, wie zum Beispiel Scientology, Heaven’s Gate, die Vereinigungskirche und Peoples Temple. Den ersten Entwurf der Folge schrieb Mirkin 1997; etwa zur selben Zeit begingen Mitglieder des Heaven’s-Gate-Kults eine Massenselbsttötung. Die anderen Autoren erkannten starke Parallelen zwischen dem Entwurf und Heaven’s Gate, wie zum Beispiel den Glauben an die Ankunft eines Raumschiffs. Zudem trugen die Fortschrittarier wie die Kultgruppierung einheitliche Kleidung und Turnschuhe. Um auf die Suizide Rücksicht zu nehmen, wurden einige auf Heaven’s Gate verweisende Elemente der Fortschrittarier schließlich geändert. Die Schlussszene der Episode ist den Produzenten zufolge eine Kritik an Fox als „bösem, Gedanken kontrollierendem Fernsehsender“.
Die Produzenten der Serie hatten zunächst ein Veto gegen eine Episode nur über Scientology eingelegt, da sie befürchteten, von der Kirche verklagt zu werden.

### Synchronisation
Für die Übersetzungen ins Deutsche und die Synchronisation war zur Zeit der deutschen Produktion der Folge Ivar Combrinck verantwortlich. „Pro Folge brauchte er durchschnittlich einen Tag für die Übersetzung“. Combrincks Übersetzungen sind gelegentlich hinsichtlich ihrer Akkuratesse und der mangelhaften Wiedergabe von Wortspielen kritisiert worden; eine spezifische Kritik dieser Folge liegt in der überregionalen deutschen Presse jedoch nicht vor.

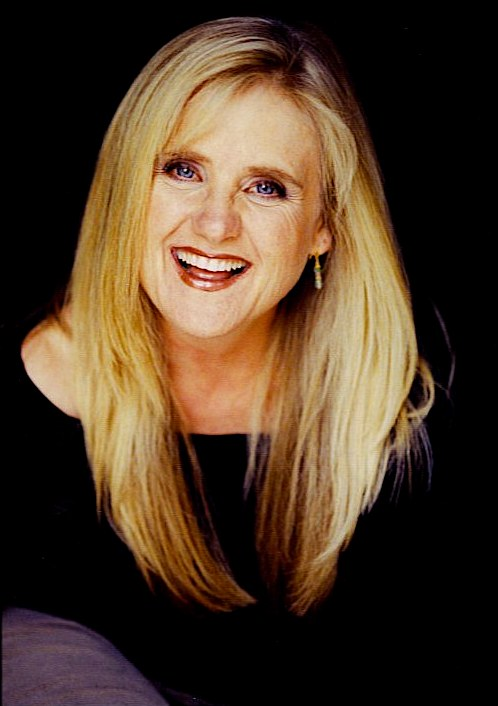
Nancy Cartwright, Synchronstimme von Bart Simpson und Mitglied von Scientology

Bei In den Fängen einer Sekte liehen in der Original- ebenso wie in der deutschen Version die Stamm-Synchronsprecher der neunten Staffel den Figuren ihre Stimmen; es kamen keine Gastsprecher zum Einsatz. Pinsky verweist in The Gospel According to the Simpsons auf den Spagat, dass die Episode unter anderem Scientology parodierte, obwohl Nancy Cartwright, die Original-Synchronsprecherin für die Figur Bart Simpson, Scientologin ist.
| Figur                    | Originalsprecher | Deutscher Synchronsprecher |
| ------------------------ | ---------------- | -------------------------- |
| Homer Simpson            | Dan Castellaneta | Norbert Gastell            |
| Willie MacMoran          | Dan Castellaneta | Werner Abrolat             |
| Barney Gumble            | Dan Castellaneta | Gernot Duda                |
| Tingeltangel-Mel         | Dan Castellaneta | Fritz von Hardenberg       |
| Hans Maulwurf            | Dan Castellaneta | Peter Thom                 |
| Marge Simpson            | Julie Kavner     | Elisabeth Volkmann         |
| Bart Simpson             | Nancy Cartwright | Sandra Schwittau           |
| Lisa Simpson             | Yeardley Smith   | Sabine Bohlmann            |
| Glen                     | Hank Azaria      | Ivar Combrinck             |
| Moe Szyslak              | Hank Azaria      | Bernd Simon                |
| Der Führer               | Hank Azaria      | Randolf Kronberg           |
| Cletus Spuckler          | Hank Azaria      | Peter Musäus               |
| Jane                     | Pamela Hayden    | Mara Winzer                |
| Timothy Lovejoy          | Harry Shearer    | Willi Röbke                |
| Informationsfilmsprecher | Harry Shearer    | Willi Röbke                |
| Ned Flanders             | Harry Shearer    | Ulrich Frank               |
| Kent Brockman            | Harry Shearer    | Donald Arthur              |
| Montgomery Burns         | Harry Shearer    | Reinhard Brock             |
| Waylon Smithers          | Harry Shearer    | Hans-Georg Panczak         |
| Edna Krabappel           | Marcia Wallace   | Manuela Renard             |

## Veröffentlichung
In den Fängen einer Sekte belegte in der Rangfolge der Fernsehsendungen, die in den USA in der Woche vom 2. bis 8. Februar 1998 die höchsten Reichweiten hatten, mit einem Rating von 9,6 den 27. Rang, was etwa 9,4 Millionen Zuschauer entsprach. Bezogen nur auf die Sendungen, die Fox in jener Woche ausstrahlte, belegte sie den vierten Platz; nur Akte X, King of the Hill und Ally McBeal hatten mehr Zuschauer.
Die deutschsprachige Erstausstrahlung erfolgte am 23. Oktober 1998 bei ProSieben.
Als Teil der Box Die Simpsons – Die komplette Season 9 wurde die Episode in den Vereinigten Staaten am 19. Dezember 2006 auf DVD veröffentlicht. In Deutschland erschien die DVD-Box am 5. März 2007.

## Themen und Motive

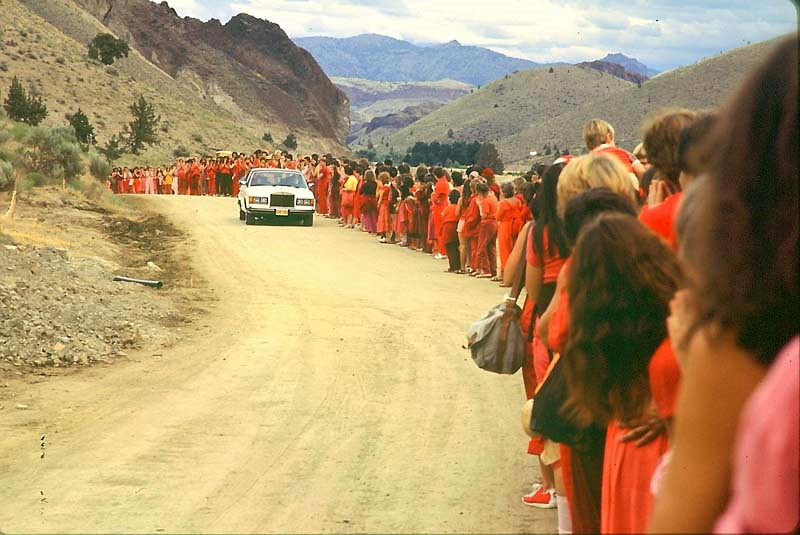
Osho 1982, damals noch Bhagwan Shree Rajneesh, auf einem seiner täglichen „Drive-bys“ in einem Rolls-Royce an wartenden Sannyasins vorbei

Die Drehbuchautoren thematisierten in der Episode neue religiöse Bewegungen anhand der Fortschrittarier, die ein Pastiche verschiedener Gruppen darstellen. Chris Turner, Autor von Planet Simpson, verortet die fiktionale Sekte zwischen Scientology-Kirche und Raelismus, mit Zügen der Vereinigungskirche und Neo-Sannyas (Osho). Das Auftreten des „Führers“ im Rolls-Royce, während die Anhänger auf den Feldern arbeiten, verweist laut dem Drehbuchautor O’Donnell klar auf Osho (vgl. Abbildung).
Martin Hunt von FACTnet will eine körperliche Ähnlichkeit zwischen dem „Führer“ und dem Scientology-Gründer L. Ron Hubbard erkannt haben. Weitere Parallelen zur Scientology-Kirche bestehen für ihn in dem „Arbeitsvertrag über Billionen Jahre“, den neue Fortschrittarier eingehen müssen – der Sea-Organization-Vertrag der Scientologen läuft über eine Milliarde Jahre – und dem massiven Einsatz von rechtlichen Mitteln und hochbezahlten Anwälten.
Dass die Anhänger gegen ihren Willen in einem Camp festgehalten werden, verweist laut O’Donnell auf Peoples Temple. Die gezeigte Technik, die Besucher, die die Vorführung des Informationsfilms verlassen wollen, im Scheinwerferlicht öffentlich nach ihrem Grund zu fragen, übt unbewussten Gruppenzwang und -denken aus, der auch von der Vereinigungskirche und Landmark-Education-Kursen berichtet wird. Chris Logan stellt in seinem Beitrag in The Psychology of the Simpsons diese Technik als subtilen Druck dar, im Gegensatz zu den externen Zwängen wie Stacheldrähten, Landminen, Wachhunden, Krokodilen und Ballon-Wachdrohnen, die Marge bei ihrer Flucht überwinden muss.

## Bezüge zur Popkultur
Die Episode enthält zahlreiche Bezüge zur Popkultur. So ist der Originaltitel der Episode eine Anspielung auf den Titel des bekannten Ratgeberbuches The Joy of Sex von Alex Comfort und der Name der Flughafen-Buchhandlung „Just Crichton and King Bookstore“ spielt auf Buchhandlungen in Flughäfen oder Bahnhöfen an, die oft nur ein auf Bestseller-Literatur beschränktes Angebot bieten, in diesem Fall lediglich Bücher von Michael Crichton und Stephen King. Neal Heftis und Nelson Riddles Titelmelodie zur Batman-Fernsehserie aus den 1960er Jahren wird verwendet, um Homer zu indoktrinieren. Ebenso wird das aus der Kindersendung Barney und seine Freunde bekannte Lied I Love You, You Love Me verwendet, um Babys einer Gehirnwäsche zu unterziehen.
Die Szene, in der Mr. Burns seine neue Religion präsentiert, stellt weitgehend eine Parodie auf das Werbevideo zu Michael Jacksons 1995 erschienenem Album HIStory – Past, Present and Future Book I dar. Aus der Fernsehserie Nummer 6 stammt ein weiteres Element: Auf ihrer Flucht vom Sektengelände wird Marge von einem dort vorkommenden Rover gejagt. In einer späteren Szene kratzt Hausmeister Willie mit seinen Fingernägeln über das Kirchenfenster, um so die Aufmerksamkeit von Marge und Reverend Lovejoy zu wecken, dasselbe macht die Figur Quint im Film Der weiße Hai.

## Rezeption

### Medienkritik
Kritiker nahmen In den Fängen einer Sekte überwiegend positiv auf. Die Nutzerwertung der Internet Movie Database kam am 7. Dezember 2013 zu einem Schnitt von 8,4 von 10 möglichen Sternen.
Auf der Website Quotenmeter.de schrieb Marco Croner, die Folge sei eine der zehn besten Episoden von damals über 450 erschienenen Simpsons-Episoden. Er lobte, dass die Witze der Folge „vollends stupide“ seien und keineswegs derartig auffielen, dass die Handlung zusammenhängend wirke. Ferner merkte Croner an, Hausmeister Willie sei mit „seinen Versuchen, Homer zurück in die Realität zu führen“, der „heimliche Star“ der Folge.
In einem Artikel der USA Today aus dem Jahr 2006 wurde In den Fängen einer Sekte mit den Folgen Die sich im Dreck wälzen, Krustys letzte Versuchung, Homer und der Revolver, Eine Frau für Moe und Der blöde Uno-Club als eine Episode der neunten Simpsons-Staffel hervorgehoben, deren Originaltitel „kluge Wortspiele“ sind. Der A.V. Club stellte die Episode in seiner Analyse der „15 Simpsons-Momente, die ihre Zeit perfekt aufgenommen haben“ vor. Zur DVD-Veröffentlichung der neunten Staffel gab der Daily Mirror der Episode eine positive Kritik, denn sie sei „sehr komisch“. Isaac Mitchell-Frey von der Herald Sun bezeichnete die Folge als Höhepunkt der Staffel. Die schottische Sunday Mail nahm die Episode in ihre Bestenliste „Family Choice“ auf und bemerkte: „Normalerweise würde eine Sendung über religiöse Kulte Untergangsstimmung vorschreiben. Lediglich Bart von den Simpsons konnte eine Komödie daraus machen, denn er und seine Zeichentrickfamilie sind sowieso ein Kult auf ihre eigene Art“.
Jeff Shalda beschrieb im Simpsons Archive die Episode als ein Beispiel der „guten Qualität, die in Die Simpsons präsentiert wird“. Im Buch I Can’t Believe It’s a Bigger and Better Updated Unofficial Simpsons Guide wird die Episode hervorgehoben, da sie wegen „einer Menge guter Momente“ ungewöhnlich sei. „Burns’ zielstrebige Hoffnung, geliebt zu werden“, sei zudem „eine nette Wendung“. Dennoch bemängelte der Autor, dass wie in anderen Folgen „der zentrale Witz nicht stark genug ist, die gesamte Episode zu überdauern“.

### Interpretationen

#### Allgemein
Chris Turner sieht im Chor der Simpsons am Schluss der Episode eine Anspielung auf den „einzig wirklichen und schnell wachsenden quasi-religiösen Kult in unserer Zeit“: das Fernsehen im Allgemeinen; er sieht aber auch einen „Kult des Pops“, welchen er beschreibt als „eine schnell wachsende Ersatzreligion, die das klaffende Loch in der sozialen Struktur des Westens gefüllt hat, das ursprünglich von organisierter Religion besetzt war“.
Chris Logan beleuchtet in The Psychology of the Simpsons den Prozess der Entscheidungsfindung, Fortschrittarier zu werden, und erklärt die Methoden der Rekrutierung. Im Mittelpunkt steht für ihn der charismatische Anführer, dessen etablierte Autorität auf der Grundlage einer religiösen Organisation oder eines fremden Wesens basiert, in diesem Fall Blisstonia. Der freie Wille wird durch die Akzeptanz des „großartigen“ Führers aufgegeben, der als eine autoritäre Figur gesehen wird, weil „er Kenntnisse oder Fähigkeiten besitzt, welche andere nicht haben, aber wollen“. Auch den Kindern wird die Autorität des Führers mit Lehrbüchern wie Arithmetik nach Art des Führers und Wissenschaft für Freunde des Führers nähergebracht. Weiterhin stellt Logan fest, dass sich Homer „nicht durch seine rationale Wahl“ immer stärker als Mitglied sieht, sondern „durch den Prozess des eskalierenden Commitment“, womit die individuelle Tendenz bezeichnet wird, sich gegenüber einer früher getroffenen Entscheidung verpflichtet zu fühlen.
Die Autoren eines in dem Sachbuch Die Simpsons und die Philosophie enthaltenen Essays sehen in Marges gefährlicher Flucht von der Farm „auf ganz ausgezeichnete Weise [eine Darstellung], was laut Aristoteles eine tugendhafte Person ausmacht“. Ihre Tapferkeit bilde genau das Gleichgewicht zwischen den Extremen Tollkühnheit und Feigheit, eine „Mitte“, die für Aristoteles die Charaktertugenden bilden.

#### Sektendarstellung
Im geschichtswissenschaftlichen Quellenband Religious Intolerance in America verwenden die Autoren John Corrigan und Lynn S. Neal die Episode In den Fängen einer Sekte zur Einführung in das Kapitel über die Intoleranz gegenüber neuen religiösen Bewegungen in den Vereinigten Staaten, da diese sehr anschaulich die stereotypische Sichtweise auf diese Bewegungen wiedergebe. Durch diese die Intoleranz anfachende Sichtweise, beginnend mit der meist negativ besetzten Bezeichnung Sekte oder Kult, erfolge eine Kategorisierung als keine „wirkliche“ Religion, meist angeführt von der Norm abweichenden und manipulierenden Führern. Die Mitglieder der Fortschrittarier würden als willenlose Schafe dargestellt, die nicht in der Lage seien, dem falschen Hirten zu widerstehen, wie sie auch im realen Leben von den Medien porträtiert und in der Gesellschaft gesehen würden. Die Versuche von Hausmeister Willie, Homer zu deprogrammieren, seien eine Anspielung auf das Ende des 20. Jahrhunderts durchgeführte Deprogramming durch Mitglieder des Anti-cult movements, die meist auf Verlangen von Angehörigen oder Verwandten erfolgte und als einziges Mittel gegen die Gehirnwäsche an den „Kult-Opfern“ angesehen wurde.
David Feltmate greift diese stereotypische Sichtweise in dem Artikel The Humorous Reproduction of Religious Prejudice auf und analysiert anhand von drei Episoden aus Die Simpsons (In den Fängen einer Sekte), South Park (Die Liga der Super Besten Freunde) und King of the Hill (Fun with Jane and Jane), warum sich diese gut für Humor eigne. Feltmate führt aus, dass Humor theoretisch hauptsächlich auf den folgenden drei Punkten basiere: Erleichterung, Überlegenheit und Unvereinbarkeit. Wenn man dies auf die Porträtierung neuer religiösen Bewegungen überträgt, so ergebe sich, dass diese Bewegungen an sonderbare Dinge glauben (Unvereinbarkeit), man aber weiß, dass sie im Gegensatz zu den wahren Religionen betrügerisch und daher falsch sind (Überlegenheit), und durch das Lachen darüber verschaffe man sich Erleichterung von der eigenen Angst vor diesen Sekten, die einem einer Gehirnwäsche unterziehen oder sonstige unvorstellbare Gewaltakte über einen ausüben wollen. Feltmate führt den in Humor spezialisierten Literaturprofessor Pauls Lewis an, nach dem Humor eine Möglichkeit sei, mit den Spannungen in der sozialen Struktur umzugehen, die gefüllt von Risiken und immer stärker individualisiert und differenziert geworden ist.
Nach Feltmate zeigen diese Folgen der Serien, wieso das stereotypische Bild neuer religiöser Bewegungen aufrechterhalten wird: Die humoristische Auseinandersetzung schaffe einen geschützten Raum, um sich über die Bewegungen lustig machen zu können, ohne eine real existierende Glaubensbewegung wirklich anzugreifen. Das mache sie bei Publikum und Kritikern beliebt, denn die Popkultur leiste so ihren Beitrag im anhaltenden Kampf um die Gültigkeit dieser Bewegungen als Glaubensrichtungen und zu der Frage, welcher Platz ihnen in der amerikanischen Gesellschaft zustehe. Die Machtstrukturen, die dieser Stereotyp unterstützt, würden durch diese Episoden unreflektiert verstärkt. Wie Religionen zum Thema humoristischer Darstellung werden, spiegele dabei konkrete Anschauungen darüber wider, welche soziale Rolle eine Religion einnehmen sollte, welche Religionen diese Aufgabe erfüllen und vor welchen man sich in Acht nehmen sollte, selbst wenn die Darstellung unzutreffende Klischees verwende.